# Stan Laurel
Stan Laurel, eredeti nevén Arthur Stanley Jefferson (Ulverston, Lancashire, 1890. június 16. – Santa Monica, Kalifornia, 1965. február 23.), skót-angol származású amerikai színész, komikus. Leginkább a Oliver Hardyval alkotott klasszikus páros, a Stan és Pan tagjaként ismert.

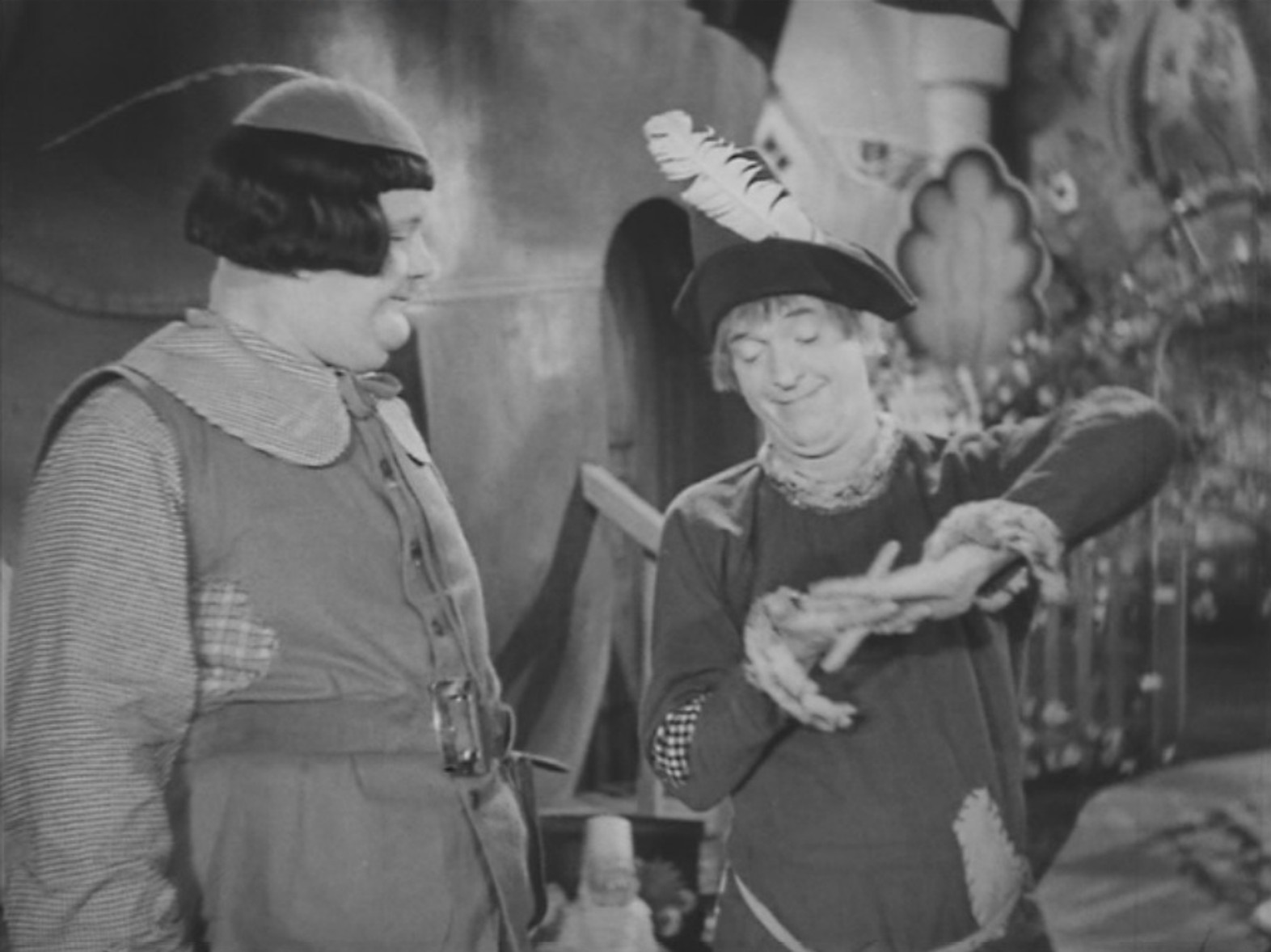
Stan (jobbra) és Pan

## Élete

### Ifjúkora
Az észak-angliai Ulverstonban született. Édesanyja Margaret (Metcalfe) és édesapja, Arthur J. Jefferson valóságos színházi szakembernek számított akkoriban, hiszen ismert volt mint színigazgató, színdarabíró, színész, és rendező. Nagyanyja, Madge Metcalfe színésznő volt. A kis Stanley a kulisszák között nőtt fel, és igazán nem meglepő, hogy egy napon ő maga is „komédiásnak” állt.
1906-ban kezdte a pályáját Glasgow-ban, a Pickard's Múzeum egyik előadásán, majd rövidesen a Fred Karno pantomim-társulatához csatlakozott. A Karno társulatnál működött egy másik fiatal brit komikusjelölt, akit később a világ Charlie Chaplinként ismert meg. A Karno-féle együttest 1910-ben meghívták Amerikába, majd a sikersorozatot 1912-13-ban is megismételték, ám ekkor Chaplin már nem tért vissza az óhazába. Laurel még sokáig játszott angol színpadokon, a jó barát Chaplin sikerein felbátorodva vágott neki Amerikának 1916-ban.

### Hardy halála
1957. augusztus 7-én Oliver Hardy meghalt. Laurel túl beteg volt, hogy részt vegyen barátja temetésén. Az emberek, akik ismerték Laurelt, azt mondták, hogy Hardy halálakor idegösszeomlást kapott, és ebből sohasem épült fel teljesen. Ezek után nem volt hajlandó megjelenni a színpadon, vagy további filmekben szerepelni jó barátja nélkül; bár továbbra is tartotta a kapcsolatot a rajongóival.

### Utolsó évei
1961-ben, Stan Laurel a kreatív filmvígjátéki teljesítményéért Tiszteletbeli Oscar-díjat kapott. Utolsó éveit a kaliforniai Santa Monicában egy kis lakásban élte az Oceana Apartmentsben.
Mindig kedves maradt rajongóihoz, és sok időt töltött leveleik megválaszolásával. A telefonszáma, az Oxford-0614 szerepelt a telefonkönyvben, és a rajongók csodálkoztak, hogy tudtak tárcsázni egy olyan számot, amelyen közvetlenül vele beszélhettek. Közöttük volt Dick Van Dyke színész, aki akkor pályája kezdetén volt. Laurel ezután a találkozás után játszott a The Dick Van Dyke Show c. szituációs komédia egyik epizódjában.
Laurelnek felajánlottak egy cameoszerepet az 1963-as Bolond, bolond világban, de ő visszautasította azt. Nem akarta, hogy öreg korában is lássák a képernyőn, különösen azért, mert néhai partnere, Oliver Hardy már meghalt.

### Magánélete
Laurel élettársi kapcsolatot folytatott Mae Charlotte Dahlberggel 1919-től egészen 1925-ig.
Laurelnek a későbbiekben négy felesége volt. Első feleségét, Lois Neilsont, 1926. augusztus 13-án vette el, és ebből a házasságából született egy Lois nevű lányuk, aki később feleségül ment a színész Rand Brookshoz. 1930 májusában született második gyermekük, Stanley Robert Laurel, aki kilenc naposan meghalt. 1934 decemberében Laurel elvált, és 1935-ben feleségül vette Virginia Ruth Rogerst.
1938-ban elvált Virginiától, és feleségül vette Vera Ivanova Shuvalovát. 1941-ben ismét elvált, és újraházasodott Virginiával. 1946-ban azonban ismét elvált Virginiától – ezúttal végleg – és feleségül vette Ida Kitaeva Raphaelt, akivel együtt maradt 1965-ben bekövetkezett haláláig.

### Halála

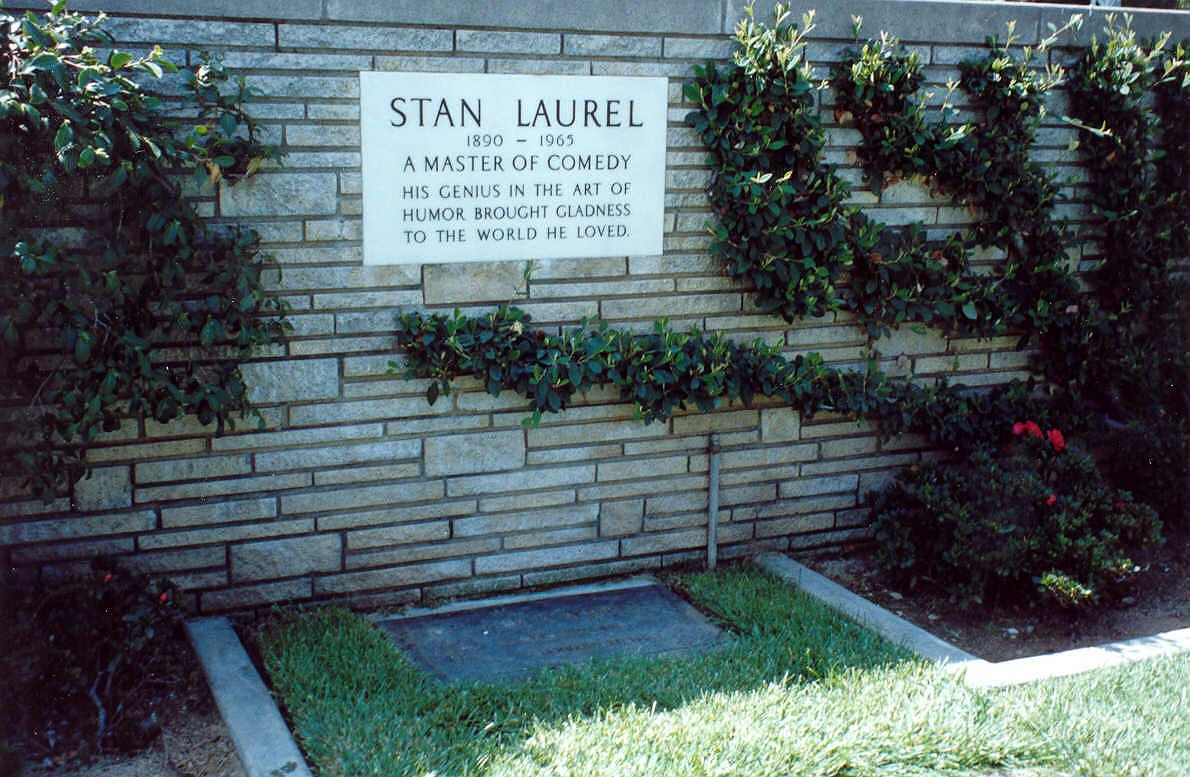
Stan Laurel sírja a Forest Lawn temetőben

Laurel erős dohányos volt, amíg 1960 körül hirtelen abba nem hagyta. 1965 januárjában részt vett egy röntgenvizsgálaton, ahol megállapították, hogy valamilyen fertőzése van a szájpadlásán. 1965. február 19-én szívrohamot kapott, négy nappal később, február 23-án halt meg, 74 évesen.
Halála után elhamvasztották. Sírja, a Hollywood Hills-i Forest Lawn Memorial Park temetőjében található.

## Filmográfia
- (Yes, Yes, Nanette) (1925)
- Filmszínésznő leszek (1927)
- A második száz év (1927)
- (We Faw Down) (1928)
- (The Finishing Touch) (1928)
- Elejétől a végéig (1928)
- A két tengerész (1928)
- (Double Whoopee) (1929)
- (Liberty) (1929)
- (Radiomanía) (1930)
- Stan és Pan, az éjféli baglyok (1930)
- (Pardon Us) (1931)
- Stan és Pan az idegenlégióban (1931)
- (Towed in a Hole) (1932)
- (The Music Box) (1932)
- Stan és Pan hamvazószerdája (1932)
- Stan és Pan, a regiment gyöngyei (1932)
- Stan és Pan a búval bélelt bokszbajnokok (1932)
- Stan és Pan Chicagóban (1933)
- Stan és Pan a fenegyerekek (1933)
- (Them Thar Hills) (1934)
- Stan és Pan – A Mosoly Országában (Stan és Pan Játékországban) (1934)
- Going Bye-Bye! (1934)
- (Tit for Tat) (1935)
- Bonnie Scotland (1935)
- Rokonok (1936)
- Cigánybecsület (1936)
- (Way Out West) (1937)
- Válassz egy sztárt (1937)
- Repülő ördögök – Stan és Pan az idegenlégióban (1939)
- Stan és Pan, az oxfordi diákok (1940)
- (Great Guns) (1941) (TV-film)
- Stan és Pan, a két bűvészinas (1942)
- Stan és Pan: A táncmesterek (1943)
- Stan és Pan: A jampecok (1943)
- (The Big Noise) (1944)
- Stan és Pan: A torreádorok (1945)
- Utópia (1950) (TV-film)
- Harminc év mosolya (1963)
- Stan, Pan és a többiek (TV-film)
- Stan és Pan (némafilm) (TV-film)

## Fordítás
Ez a szócikk részben vagy egészben  a   Stan Laurel című angol Wikipédia-szócikk fordításán alapul.  Az eredeti cikk szerkesztőit annak laptörténete sorolja fel. Ez a jelzés csupán a megfogalmazás eredetét és a szerzői jogokat jelzi, nem szolgál a cikkben szereplő információk forrásmegjelöléseként.